# Peter Fecko
Peter Fecko (* 27. května 1953) je bývalý slovenský fotbalista, záložník. Po skončení aktivní kariéry působí jako trenér v nižších soutěžích. Jeho otcem je fotbalový reprezentant a trenér František Feczko.

## Fotbalová kariéra
Hrál za Lokomotivu Košice. V československé lize nastoupil ve 300 utkáních a dal 78 gólů. Dále hrál za Duklu Banská Bystrica, SKN St. Pölten a Aris Limassol. V lize debutoval v 17 letech v roce 1971 proti Spartě. Vítěz Československého a Slovenského poháru 1978/79, vítěz Slovenského a finalista Československého poháru 1976/77 a 1984/85. Dorostenecký mistr Československa 1970/71. Za olympijský výběr nastoupil ve 2 utkáních. Za juniorskou reprezentaci nastoupil ve 3 utkáních a dal 2 góly. V Poháru vítězů pohárů nastoupil v 8 utkních a v Poháru UEFA ve 2 utkáních.

## Ligová bilance
| Ročník                                   | Zápasy | Góly | Minuty | Klub              |
| ---------------------------------------- | ------ | ---- | ------ | ----------------- |
| 1. československá fotbalová liga 1970/71 | 2      | 0    | -      | Lokomotiva Košice |
| 1. československá fotbalová liga 1971/72 | 18     | 3    | -      | Lokomotiva Košice |
| 1. československá fotbalová liga 1972/73 | 17     | 2    | -      | Lokomotiva Košice |
| 1. československá fotbalová liga 1975/76 | 25     | 6    | -      | Lokomotiva Košice |
| 1. československá fotbalová liga 1976/77 | 28     | 6    | -      | Lokomotiva Košice |
| 1. československá fotbalová liga 1977/78 | 28     | 5    | 1929   | Lokomotiva Košice |
| 1. československá fotbalová liga 1978/79 | 29     | 5    | 2443   | Lokomotiva Košice |
| 1. československá fotbalová liga 1979/80 | 27     | 8    | 2074   | Lokomotiva Košice |
| 1. československá fotbalová liga 1980/81 | 30     | 5    | 2691   | Lokomotiva Košice |
| 1. československá fotbalová liga 1981/82 | 14     | 4    | 1069   | Lokomotiva Košice |
| 1. československá fotbalová liga 1982/83 | 24     | 9    | 2105   | Lokomotiva Košice |
| 1. československá fotbalová liga 1983/84 | 29     | 11   | 2468   | Lokomotiva Košice |
| 1. československá fotbalová liga 1984/85 | 29     | 14   | 2610   | Lokomotiva Košice |
| CELKEM                                   | 300    | 78   | 24301  |                   |